# Trosselbach-, Hagenbach- und Primtal
Das Gebiet Trosselbach-, Hagenbach- und Primtal ist ein vom Landratsamt Tuttlingen am 19. September 1994 durch Verordnung ausgewiesenes Landschaftsschutzgebiet auf dem Gebiet der Gemeinde Aldingen. Teile des Gebiets standen bereits seit 1964 unter Landschaftsschutz.

## Lage
Das etwa 96 Hektar große Landschaftsschutzgebiet besteht aus drei Teilgebieten, die zwischen Aldingen und den Ortsteilen Aixheim und Neuhaus am Trosselbach, am Hagenbach und an der Prim liegen. Es gehört zum Naturraum Südwestliches Albvorland.

## Schutzzweck
Wesentlicher Schutzzweck ist es laut Schutzgebietsverordnung, „diese Bachtäler wegen ihrer Eigenart und Schönheit zu erhalten und ihren Erholungswert für die Allgemeinheit zu sichern sowie die Fläche für die dort vorkommenden Pflanzen und Tiere als Lebensraum zu erhalten und zu sichern.“

## Landschaftscharakter
Das Trosselbachtal ist im Bereich des Landschaftsschutzgebiets weitgehend von Fichtenforsten bestockt, die von Wirtschaftsgrünland umgeben sind. Im Hagenbachtal befinden sich Streuobstwiesen, ein weiterer Fichtenwald und Grünlandflächen, an der Prim ist die Landschaft von Grünland und Gebüschen geprägt. Die Bäche fließen weitgehend naturnah, an der Prim sind an den Prallhängen teils sehr steile Uferwände ausgebildet.